# La Chapelle-du-Lou
Pour les articles homonymes, voir La Chapelle.
La Chapelle-du-Lou est une ancienne commune française située dans le département d'Ille-et-Vilaine, en région Bretagne. Le 1er janvier 2016, elle a fusionné avec Le Lou-du-Lac pour former la commune de La Chapelle-du-Lou-du-Lac.

## Géographie
Située dans le canton de Montauban-de-Bretagne à 30 km de Rennes (25 minutes), à 5 minutes de Montauban-de-Bretagne. Elle est également proche d'autres villes (Bédée, Romillé, Pleumeuleuc, Irodouër).
| Médréac               | Landujan                  | Irodouër |
| Montauban-de-Bretagne | La-Chapelle-du-Lou        | Romillé  |
|                       | La Chapelle du Lou du Lac | Bédée    |

## Histoire

### Héraldique
| Blason | Blasonnement : D’azur à une fleur de lys d’or, accompagnée de trois coquilles du même. |

## Politique et administration
| Période                                  | Période   | Identité         | Étiquette | Qualité         |
| ---------------------------------------- | --------- | ---------------- | --------- | --------------- |
| mars 2001                                | mars 2008 | Mathurin Lemoine |           |                 |
| mars 2008                                | 2015      | Patrick Herviou  |           | Chargé d'études |
| Les données manquantes sont à compléter. |           |                  |           |                 |

## Démographie
L'évolution du nombre d'habitants est connue à travers les recensements de la population effectués dans la commune depuis 1793. À partir du 1er janvier 2009, les populations légales des communes sont publiées annuellement dans le cadre d'un recensement qui repose désormais sur une collecte d'information annuelle, concernant successivement tous les territoires communaux au cours d'une période de cinq ans. 
Pour les communes de moins de 10 000 habitants, une enquête de recensement portant sur toute la population est réalisée tous les cinq ans, les populations légales des années intermédiaires étant quant à elles estimées par interpolation ou extrapolation. Pour la commune, le premier recensement exhaustif entrant dans le cadre du nouveau dispositif a été réalisé en 2008,.
En 2013, la commune comptait 843 habitants, en évolution de +39,8 % par rapport à 2008 (Ille-et-Vilaine : +5,61 %, France hors Mayotte : +2,49 %).
| 1793 | 1800 | 1806 | 1821 | 1831 | 1836 | 1841 | 1846 | 1851 |
| ---- | ---- | ---- | ---- | ---- | ---- | ---- | ---- | ---- |
| 514  | 379  | 500  | 508  | 510  | 494  | 466  | 475  | 486  |

| 1856 | 1861 | 1866 | 1872 | 1876 | 1881 | 1886 | 1891 | 1896 |
| ---- | ---- | ---- | ---- | ---- | ---- | ---- | ---- | ---- |
| 438  | 439  | 435  | 464  | 460  | 443  | 460  | 451  | 456  |

| 1901 | 1906 | 1911 | 1921 | 1926 | 1931 | 1936 | 1946 | 1954 |
| ---- | ---- | ---- | ---- | ---- | ---- | ---- | ---- | ---- |
| 417  | 442  | 426  | 376  | 365  | 366  | 359  | 350  | 326  |

| 1962 | 1968 | 1975 | 1982 | 1990 | 1999 | 2008 | 2013 | - |
| ---- | ---- | ---- | ---- | ---- | ---- | ---- | ---- | - |
| 303  | 277  | 254  | 298  | 384  | 376  | 603  | 843  | - |

## Économie et services
- L'unique commerce de la commune, une épicerie, a été rénové et agrandi récemment. Un bar, le Bar'cane, a également vu le jour il y a peu par le biais d'une extension séparée de l'épicerie.
- Une bibliothèque.

## Lieux et monuments

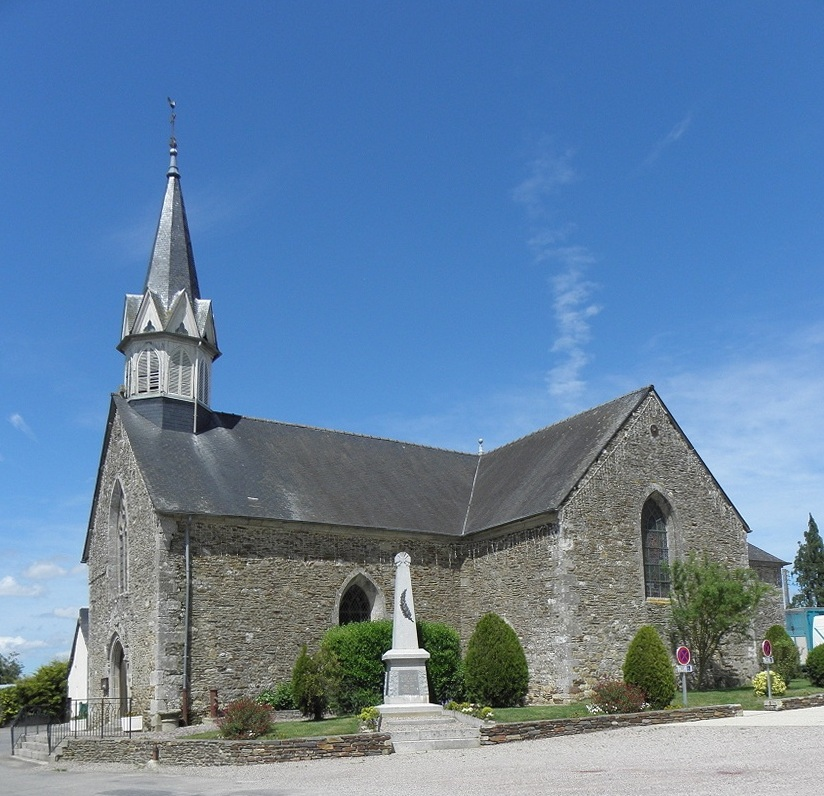
L'église paroissiale.

- L'église paroissiale Sainte-Catherine (XVe – XIXe siècles)[7].

## Personnalités liées à la commune
- Félicité de Botherel (né en 1770), chef chouan né dans la commune.